# Герб Молодогвардейска
Герб Молодогвардейска утверждён городским советом накануне 50-летия города. Проект предоставил народный художник Луганщины Юрий Петрович Шпырко.
Герб имеет форму пятиугольника, нижние углы которого закруглены и предают ему сходство со щитом древнеславянских городов. В верхней части герба надпись жёлтого цвета «Молодогвардейск». С нижних углов щит делится на четыре части в виде треугольников с вершинами в центре щита. Центр щита — изображение квадратного куска угля чёрного цвета. В верхней части треугольника над углем — зелёная полоса. Она символизирует зелёное поле, с поднимающимся солнцем жёлтого цвета на фоне голубого неба. В нижней части треугольника дата — 1954 год. Это дата закладки города. Справа и слева в треугольниках белого цвета — кирка и лопата. Это атрибуты первых строителей и шахтеров Молодогвардейска. Обрамляет щит лавровая ветвь, обвитая желто-голубой лентой с малым гербом Украины в верхней части. Она символизирует государственную принадлежность (с 2015 г. употребляется герб с лентой в цветах флага города Молодогвардейска, вместо малого герба Украины — два перекрещенных молота в красном треугольнике).